# Groupe Benhamadi
 (janvier 2024).
Pour les articles homonymes, voir Benhamadi.
Groupe Benhamadi Antar Trade, ou plus simplement Groupe Benhamadi, est un groupe industriel algérien présent dans le montage de produits électroniques et électroménagers, les produits de construction et produits alimentaires, il est dirigé par la famille Benhamadi,,.
Le groupe Benhamadi parmi les 100 meilleures entreprises familiales du monde arabe 2020, selon Forbes Middleeast,.

## Histoire
Le groupe est créé en 1948 par Mohamed Taher Benhamadi.
En 2014, le groupe vient de construire un nouveau complexe métallurgique. S’étendant sur une surface totale de 100 000 m2, dont 25 000 m2 couverts, le complexe est implanté dans le périmètre de Hamadia, une commune déshéritée de la wilaya de Bordj Bou Arreridj. Il est constitué de trois usines (unité de charpente métallique, une deuxième de panneaux sandwichs et une troisième de galvanisation). Ayant mobilisé 2 milliards de dinars (20 millions d’euros), l’investissement générera dans une première phase 250 emplois directs. Équipé d’une technologie de pointe, le plus grand complexe de charpente de l’Afrique du nord produira annuellement 25 000 tonnes de charpente métallique, 1 500 000 m2 de panneaux sandwichs, 1 500 000 m2 de tôle nervurée TN40 et 60 000 tonnes de galvanisation à chaud. Le démarrage effectif des trois unités s'est fait en fin du premier semestre 2015. Le patron du groupe parle de Bordj Steel, qui vient en renfort à Hodna métal implanté à M’sila.

### Accusations de corruption
En 2019 Abderrahmane Benhamadi, le PDG du groupe Condor, deux de ses frères et une dizaine d’autres responsables économiques algériens, sont placés en détention provisoire à la suite d'une campagne anti-corruption engagée en avril.
Le 18 septembre 2019, l'ancien ministre Moussa Benhamadi est arrêté, accusé de corruption dans l'affaire du Groupe familial Condor et placé en mandat de dépôt, le 19 septembre 2019. Il meurt en détention à la prison d'El-Harrach le 17 juillet 2020 à la suite d'une contamination par la COVID-19,.
Abderrahmane Benhamadi est remis en liberté provisoire le 22 avril 2020. Le 6 décembre 2021, il est condamné à quatre ans de prison, dont deux avec sursis, pour « conclusion de marchés illégaux et obtention d'indus avantages ».

## Filiales

### Condor Electronics
Condor est sa filiale spécialisée dans la fabrication de produits électroniques et d'électroménager. Elle est implantée dans la zone industrielle de la ville de Bordj Bou Arréridj.
En 2012, Condor a publié un article indiquant avoir atteint 35 % de part de marché.
En 2013, année de ses 10 ans d'activité, la marque a annoncé que l'exportation de ses produits vers la Jordanie et la Tunisie lui avait rapporté environ cinq millions d'euros, augmentant ainsi sa part de marché de 25 %. En 2014, son budget destiné à l'investissement atteint 100 millions de dollars, tandis que le taux de bénéfice est aussi en hausse entre 20 et 40 %. La société compte environ 5000 employés en Algérie.
En juin 2014, Condor lance son premier smartphone nommé C-1, puis en septembre de la même année le C-4 plus performant que son prédécesseur. En avril 2014, sort le Condor C-6, un smartphone dit "haut de gamme". Montant d'un niveau, la marque sort le C-8, un smartphone un peu plus puissant que son prédécesseur, puis le C-4+ décliné en plusieurs couleurs.
Récemment, Condor a déclaré viser le marché européen, ce qui semble se confirmer en juin 2015, date à laquelle le PDG de la société a annoncé que 30 000 unités de son nouveau smartphone "Griffe W1" seraient commercialisées en France.